# Femke en Ilse van Velzen

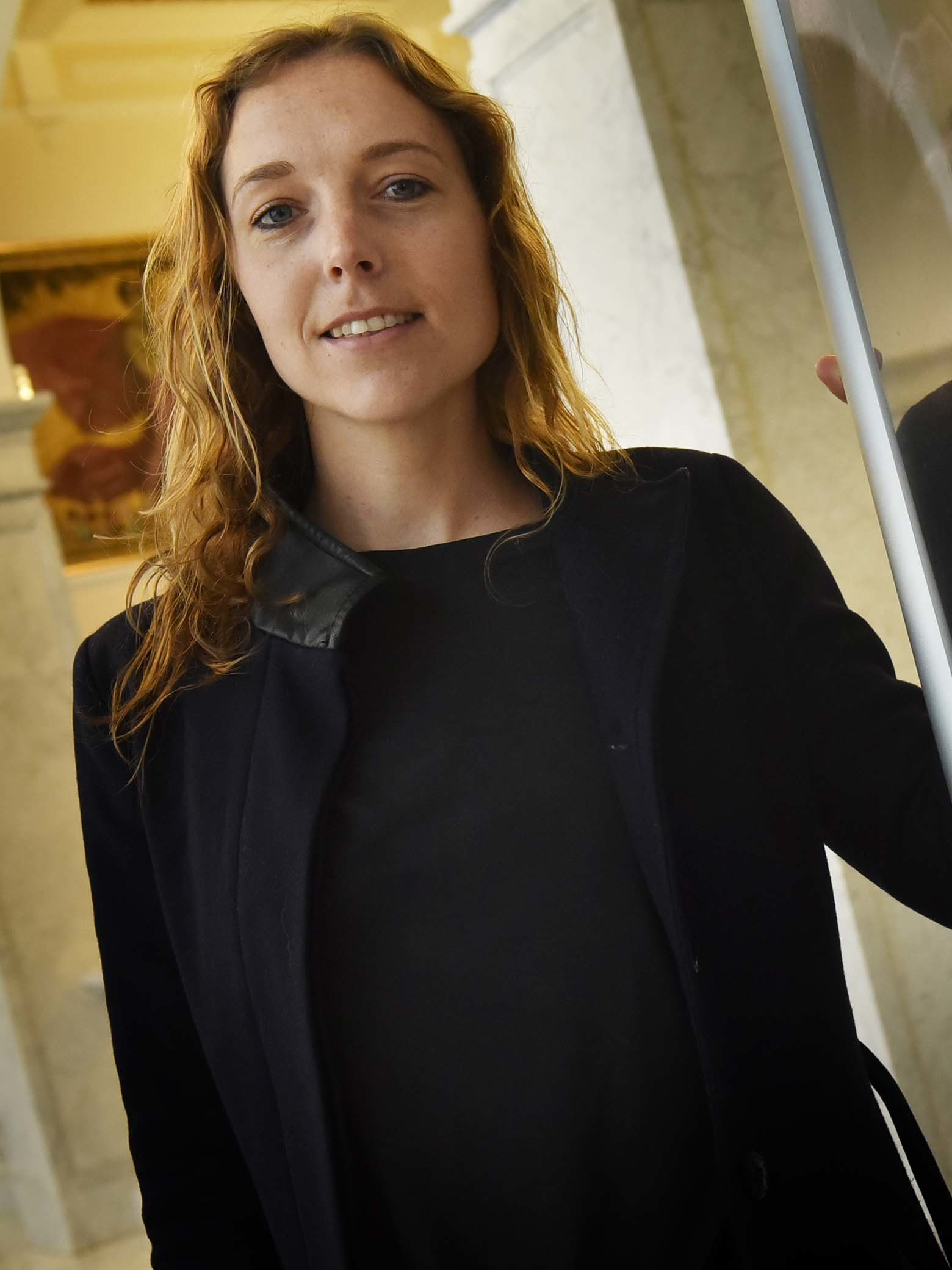
Femke van Velzen (2016).

De tweelingzussen Ilse en Femke van Velzen (Delft, 10 oktober 1980) zijn Nederlandse documentairemakers. Zij produceren onafhankelijke documentaires onder de naam IF Productions. Zij maken films over het leven van burgers in Afrika. 

## Loopbaan
De zussen van Velzen studeerden beiden sociale en culturele ontwikkeling. Ilse studeerde in Utrecht en Femke aan de Hogeschool van Amsterdam. Hun eindwerk maakten ze gezamenlijk: de documentaire Bush Kids in South Africa. In 2004 volgde de documentaire Terug naar Angola over in Nederland afgewezen asielzoekers.  Daarna volgden films over de oorlog in de Democratische Republiek Congo. Met het project Mobile Cinema worden de films vertoond in Congo zelf met discussies over seksueel geweld en het rechtssysteem.

## Drieluik over Congo
De film Fighting the Silence uit 2007 werd door de IKON uitgezonden onder de titel Doorbreek het zwijgen. De film toont de strijd van gewone vrouwen en mannen om Congo te veranderen, een samenleving die liever de slachtoffers de schuld geeft dan de daders van de massale verkrachtingen tijdens de oorlog te veroordelen.
In de documentaire Weapon of War (2009) onthullen daders van seksueel geweld wat er achter hun brute gedrag schuilgaat en hoe verkrachting als oorlogswapen wordt ingezet in Congo.
De documentaire Justice for Sale (2011) volgt de Congolese mensenrechtenadvocaat Claudine in haar strijd tegen onrecht en straffeloosheid in Congo. Claudine stuit op een systeem waarin de basisprincipes van rechtspraak worden genegeerd. En als het systeem faalt, is iedereen slachtoffer.

## Filmografie en prijzen
- BushKids (2002, afstudeerproject)
- Terug naar Angola (2004)
- Fighting the Silence (2007)
  - Jury Award (Al Jazeera International Film Festival 2008)
  - Best Documentary (DOCUPOLIS 2008)
  - Best Documentary (WATCHDOG Human Rights Film Festival 2008, Polen).
- Weapon of War (2009)
  - Gouden Kalf (Nederlands Film Festival 2010)
  - Amnesty International Award (Planet Doc Review 2010, Polen)
  - Dick Scherpenzeel Prijs (2010)[5]
- Justice for Sale (2011)
  - Silverback Award (Rwanda Film Festival 2012)
  - Best Documentary (FESTICAB Film Festival, Burundi)
- A Haunting History (2015)